# Żeromin (gmina)
Żeromin – dawna gmina wiejska istniejąca do końca 1924 roku w woj. łódzkim. Siedzibą władz gminy był Żeromin.
Za Królestwa Polskiego gmina Górki należała do powiatu łodzińskigo (łódzkiego) w guberni piotrkowskiej. 
W okresie międzywojennym gmina Żeromin należała do powiatu łódzkiego w woj. łódzkim. Składała się z miejscowości: Aleksandrówek (wieś), Garbów (wieś), Garbówek (wieś), Głuchów (wieś), Gołygów (wieś), Gołygów I (folwark), Gołygów II (folwark), Grabina Wola (wieś i folwark), Józefów (folwark), Królewska Wola (wieś), Kruszów (wieś i folwark), Krzyżówka (wieś), Ochota (kolonia), Ostrówek (wieś), Rzepki (wieś), Szynczyce (wieś i folwark), Szynczyckie Budy (wieś), Tuszynek (folwark), Tuszynek (wieś), Wodzyn (wieś), Wodzyn Majoracki (wieś), Wodzyn-Okupniki (wieś), Wodzyn Prywatny (wieś), Wodzynek Szlachecki (wieś), Żeromin (wieś i folwark) i Żeromińska Ruta (wieś).
Gminę Żeromin zniesiono 1 stycznia 1925 roku:
- mniejszą część jej obszaru włączono do gminy Czarnocin w powiecie łódzkim – Budy Szynczyckie, Krzyżówkę, Ochotę, Ostrówek, Rzepki i Szynczyce;
- z pozostałej części jej obszaru  (oraz z obszaru zniesionej gminy Górki) utworzono nową gminę Kruszów w tymże powiecie.